# Калуцький Іван Федорович
Калуцький Іван Федорович (* 16 червня 1941 року, с. Гермаківка) — український лісівник, доктор сільськогосподарських наук, професор, завідувач кафедри туризмознавства і краєзнавства Прикарпатського національного університету імені Василя Стефаника. Академік Лісівничої академії наук України (ЛАНУ).

## Біографія
Калуцький Іван Федорович народився 16 червня 1941 року в селі Гермаківка Борщівського району Тернопільської області. У 1968 році закінчив Львівський лісотехнічний інститут. Спеціальність — «Лісоінженерна справа», кваліфікація — «Інженер-технолог». Трудову діяльність розпочав у 1969 році в Делятинському лісокомбінаті об'єднання «Прикарпатліс» на посаді інженера, потім — старшого інженера, начальника виробництва, головного інженера. З 1976 року працював у Надвірнянському лісокомбінаті об'єднання «Прикарпатліс» головним інженером. Згодом виконував обов'язки директора у Вигодському лісокомбінаті цього ж об'єднання (1978–1988). У 1984 році завершив навчання в аспірантурі при Львівському відділені Інституту економіки НАН України. У цьому ж році захищає кандидатську дисертацію на здобуття вченого ступеня кандидата економічних наук на тему «Організаційні і економічні основи підвищення ефективності комплексного використання лісосировинних ресурсів». Поєднуючи виробничу діяльність з науково-педагогічною, з 1985 по 1994 роки завідував філією кафедри механізації лісозаготівель, лісового господарства і транспорту лісу Львівського лісотехнічного інституту. В об'єднанні «Прикарпатліс» працював з 1988 року головним інженером, а через рік став його генеральним директором. Вчене звання доцента присвоєно по кафедрі механізації лісозаготівель, лісового господарства і транспорту лісу Львівського лісотехнічного інституту в 1991 році. У 1993 році повторно закінчив Львівський лісотехнічний інститут з відзнакою, здобувши другу вищу освіту. Спеціальність — «Лісове та садово-паркове господарство», кваліфікація — «Інженер лісового господарства». З 1995 по 2001 рік працював начальником Івано-Франківського обласного управління лісового господарства, в 2001–2003 роках — головним лісничим обласного управління лісового господарства. У 1999 році в Українському державному лісотехнічному університеті захистив докторську дисертацію на тему «Вітровали на північно-східному макросхилі Українських Карпат». Науковий ступінь доктора сільськогосподарських наук за спеціальністю 06.03.03 — лісознавство і лісівництво отримав у 2000 році. З 2000 року працював на посаді професора кафедри біології Прикарпатського університету імені Василя Стефаника в Івано-Франківську, з 2003 року — завідувач кафедри екології та рекреації. У 2004 році отримав звання професора кафедри екології і рекреації Прикарпатського національного університету імені Василя Стефаника. З 2007 по 2009 рік завідував кафедрою лісівництва в цьому ж університеті. З листопада 2011 року — професор кафедри туризмознавства і туристичних спеціалізацій. З 2012 року — завідувач кафедри туризму і рекреації.
Підготовку фахівців здійснює за напрямами «Лісове та садово-паркове господарство» (спеціальність «Лісове господарство»), і «Туризм» (спеціальність «Туризм»). Викладає різні навчальні дисципліни: «Заповідна справа», «Основи екології», «Рекреаційні ресурси» та «Рекреаційні комплекси». Науково-педагогічний стаж роботи становить 25 років. Керівництво аспірантурою професор Калуцький І. Ф. здійснює з 2005 року за спеціальністю 06.03.03 — лісознавство і лісівництво. Під його керівництвом захищено 2 кандидатських дисертації.
Професор Калуцький І. Ф. є дійсним членом Економічної Академії Наук України. Член спеціалізованої вченої ради за спеціальністю 06.03.03 — лісівництво і лісознавство при Національному лісотехнічному університеті України, місто Львів.
Член редакційних колегій журналів «Лісовий і мисливський журнал», «Карпатський край», науково-методичного журналу «Гірська школа Українських Карпат», наукового вісника Збірник науково-технічних праць Національного лісотехнічного університету України.

## Наукові праці
Основні напрямки наукових досліджень — використання лісів для рекреації і туризму, попередження і захист лісів від вітровалів, районування лісів за ознаками вітровалонебезпечності. Професор Калуцький І. Ф. запропонував заходи щодо підвищення біологічної стійкості та продуктивності лісових насаджень в Карпатах. За роки науково-педагогічної діяльності видано багато наукових, науково-популярних та навчально-методичних праць:
- Калінін М. І., Калуцький І. Ф., Іванюк А. П. Вітровали в гірських та передгірських регіонах Українських Карпат. — Львів: Манускрипт, 1997. — 208 с.
- Калуцький І. Ф. Вітровали на північно-східному макросхилі Українських Карпат. — Львів: Манускрипт, 1998. — 208 с.
- Калуцький І. Ф., Олійник В. С. Стихійні явища в гірсько-лісових умовах Українських Карпат (вітровали, паводки, ерозія ґрунту). — Львів: Камула, 2007. — 240 с.

## Нагороди
За значні здобутки у науковій діяльності Калуцький І. Ф нагороджений багатьма державними галузевими відзнаками, серед яких:
- Орден Жовтневої Революції (1986),
- Лауреат Премії Ради Міністрів СРСР (в галузі будівництва),
- Лауреат Премії Радянських профспілок за соціальний розвиток,
- «Відмінник лісового господарства України» (1999),
- «Заслужений лісівник України» (2001),
- «Почесний лісівник України» (2007),
- медаль «За заслуги перед Прикарпаттям» (2011).